# Ginnastica ai Giochi della XXX Olimpiade - Corpo libero femminile
La finale ad attrezzo al corpo libero ai Giochi della XXX Olimpiade si è svolta alla North Greenwich Arena di Londra, Inghilterra il 7 agosto.

## Podio
| Oro                           | Argento                | Bronzo                 |
| Alexandra Raisman Stati Uniti | Cătălina Ponor Romania | Alija Mustafina Russia |

## Qualificazioni
| Pos. | Ginnasta            | Totale | Qual. |
| ---- | ------------------- | ------ | ----- |
| 1    | Alexandra Raisman   | 15.325 | Q     |
| 2    | Sandra Izbașa       | 15.066 | Q     |
| 3    | Vanessa Ferrari     | 14.900 | Q     |
| 4    | Ksenija Afanas'eva  | 14.833 | Q     |
| 5    | Lauren Mitchell     | 14.833 | Q     |
| 6    | Jordyn Wieber       | 14.666 | Q     |
| 7    | Cătălina Ponor      | 14.600 | Q     |
| 8    | Alija Mustafina     | 14.433 | Q     |
| 9    | Elizabeth Tweddle   | 14.433 | R1    |
| 10   | Diana Chelaru       | 14.333 | —     |
| 11   | Marta Pihan-Kulesza | 14.333 | R2    |
| 12   | Asuka Teramoto      | 14.233 | R3    |

## Classifica
| Rank    | Gymnast            | D Score | E Score | Pen. | Total  |
| ------- | ------------------ | ------- | ------- | ---- | ------ |
| Oro     | Alexandra Raisman  | 6.500   | 9.100   | —    | 15.600 |
| Argento | Cătălina Ponor     | 6.200   | 9.000   | —    | 15.200 |
| Bronzo  | Alija Mustafina    | 5.900   | 9.000   | —    | 14.900 |
| 4       | Vanessa Ferrari    | 6.200   | 8.700   | —    | 14.900 |
| 5       | Lauren Mitchell    | 6.400   | 8.433   | —    | 14.833 |
| 6       | Ksenija Afanas'eva | 6.100   | 8.666   | 0.20 | 14.566 |
| 7       | Jordyn Wieber      | 6.100   | 8.500   | 0.10 | 14.500 |
| 8       | Sandra Izbașa      | 5.600   | 8.033   | 0.30 | 13.333 |